# Iwan Kirillowitsch Kirilow
Iwan Kirillowitsch Kirilow (russisch Иван Кириллович Кирилов; * 1689; † 1737) war ein russischer Geograph und Kartograph. Er gab 1734 den ersten in Russland gestochenen und gedruckten Atlas heraus, den Atlas vserossijskoj imperii (Атлас Всероссийской империи „Atlas des Allrussischen Reiches“).